# Vincenzo Ragusa

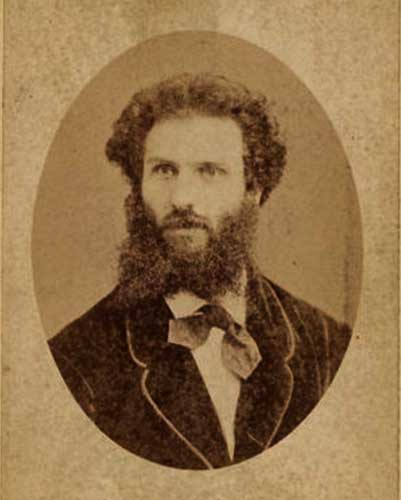
Vinzenco Ragusa

Vincenzo Ragusa (* 8. Juli 1841 in Palermo; †  13. März 1927 ebenda) war ein italienischer Bildhauer, bekannt für den Kunstaustausch mit Japan, als er dort von 1876 bis 1882 während der Meiji-Zeit lebte.

## Leben und Schaffen

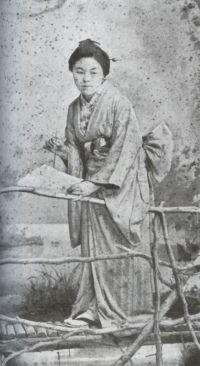
Kiyohara Tama

Ragusa stammte aus einer bescheidenen Familie in Palermo und lernte Elfenbeinschnitzerei. Er nahm am zweiten italienischen Unabhängigkeitskrieg teil (Zug der Tausend unter Nino Bixio und Schlacht am Volturno 1860). Danach setzte er seine Tätigkeit als Bildhauer fort und gewann auf der Ausstellung der Akademie der Künste in Brera 1872 den höchsten Preis. Aufgrund eines Wettbewerbs wurde er ausgesucht, 1878 nach Tokio zu reisen, um dort auf Wunsch der japanischen Regierung eine Kunstschule (Kobu Bijutsu Gakko) aufzubauen, die Kunst im westlichen Stil (Yōga) zu lehren. Mit dabei waren auch der Maler Antonio Fontanesi und der Architekt Giovanni Cappelletti. Ragusa unterrichtete dort bis zur Schließung der Schule 1882. Danach war er wieder in Palermo, wobei er den japanischen Lackkünstler Kiyohara Einosuke und dessen Frau, einer erfahrenen Stickerin im japanischen Stil, sowie deren Tochter Kiyohara Tama (1861–1939) mitnahm. Sie unterrichteten an der von Ragusa in Palermo gegründeten  Scuola Superiore d’Arte Applicata (heute Istituto d’Arte di Palermo), kehrten aber 1888 wieder nach Japan zurück.
Ihre Tochter blieb und heiratete Ragusa 1889. Kiyohara Tama war selbst Malerin und unterrichtete die Frauenklasse in Ragusas Kunstschule.
Sie nahm den Namen Eleonora Ragusa an und kehrte erst 1933 nach Japan zurück, als sie schon sechs Jahre Witwe war. Zwei japanische Zeitungen hatten über ihr Schicksal berichtet, was ihr in Japan Bekanntschaft verschaffte. Viele seiner Werke gab sie der Kaiserlichen Kunstschule und sie sind heute im Museum der Tokyo National University of Fine Arts and Music. Auch die kaiserliche Familie in Japan besitzt einige seiner Kunstwerke, darunter eine Statue von Napoleon I.

## Galerie

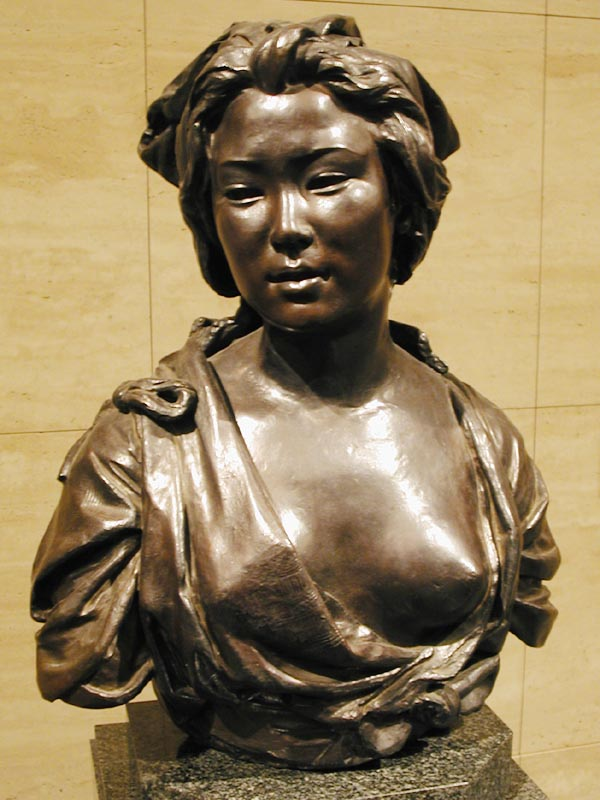
Japanische Frau, Tokio
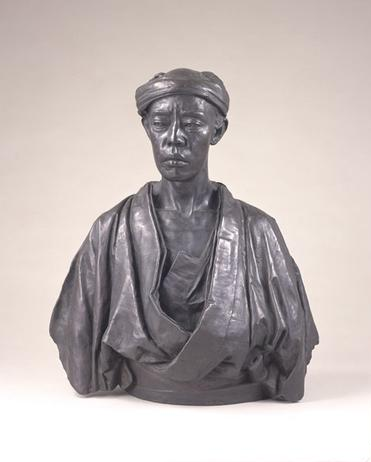
Japanischer Schauspieler, Tokio, Nationaluniversität Schöner Künste
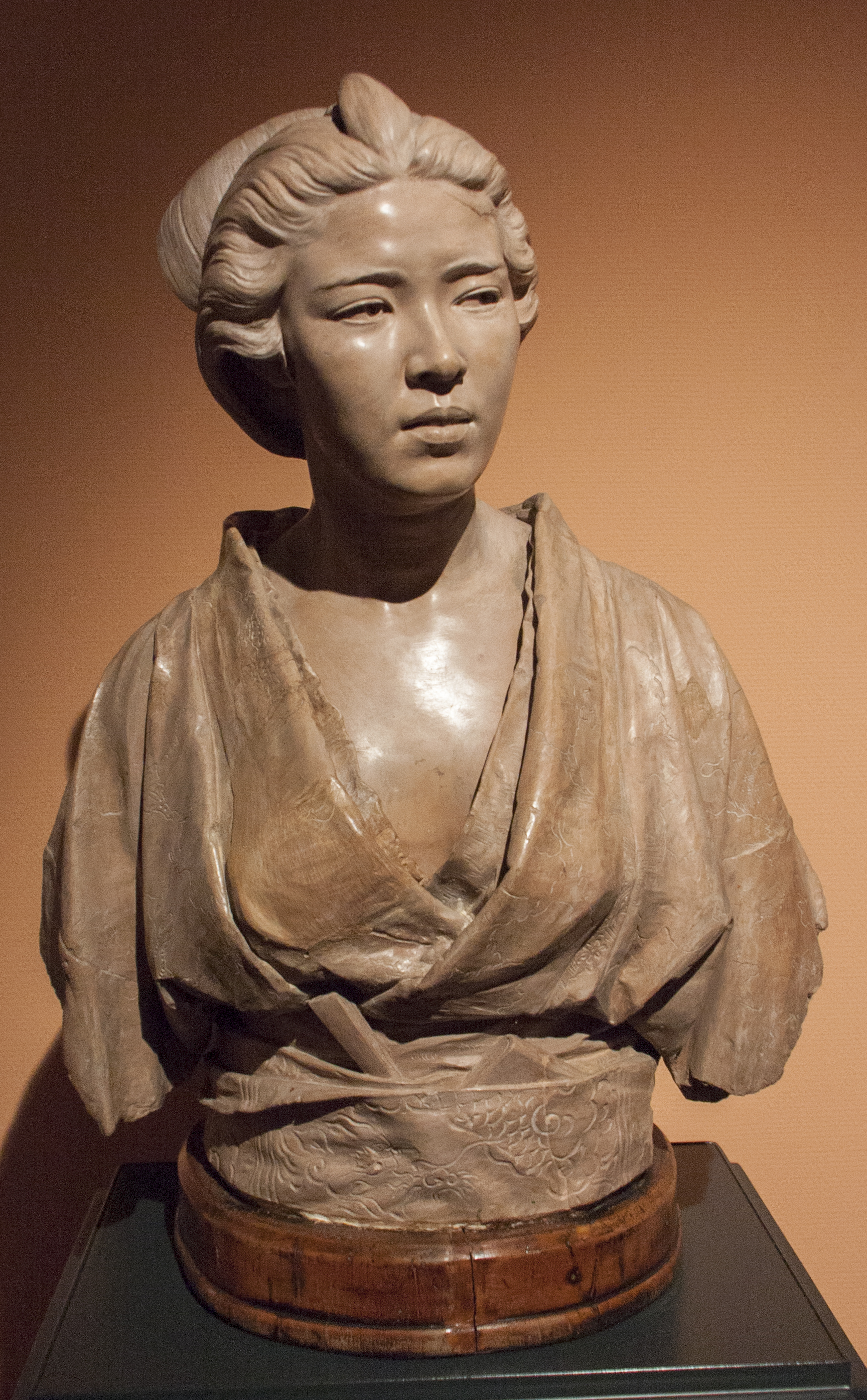
Kiyohara Tama 1883